# Matralias

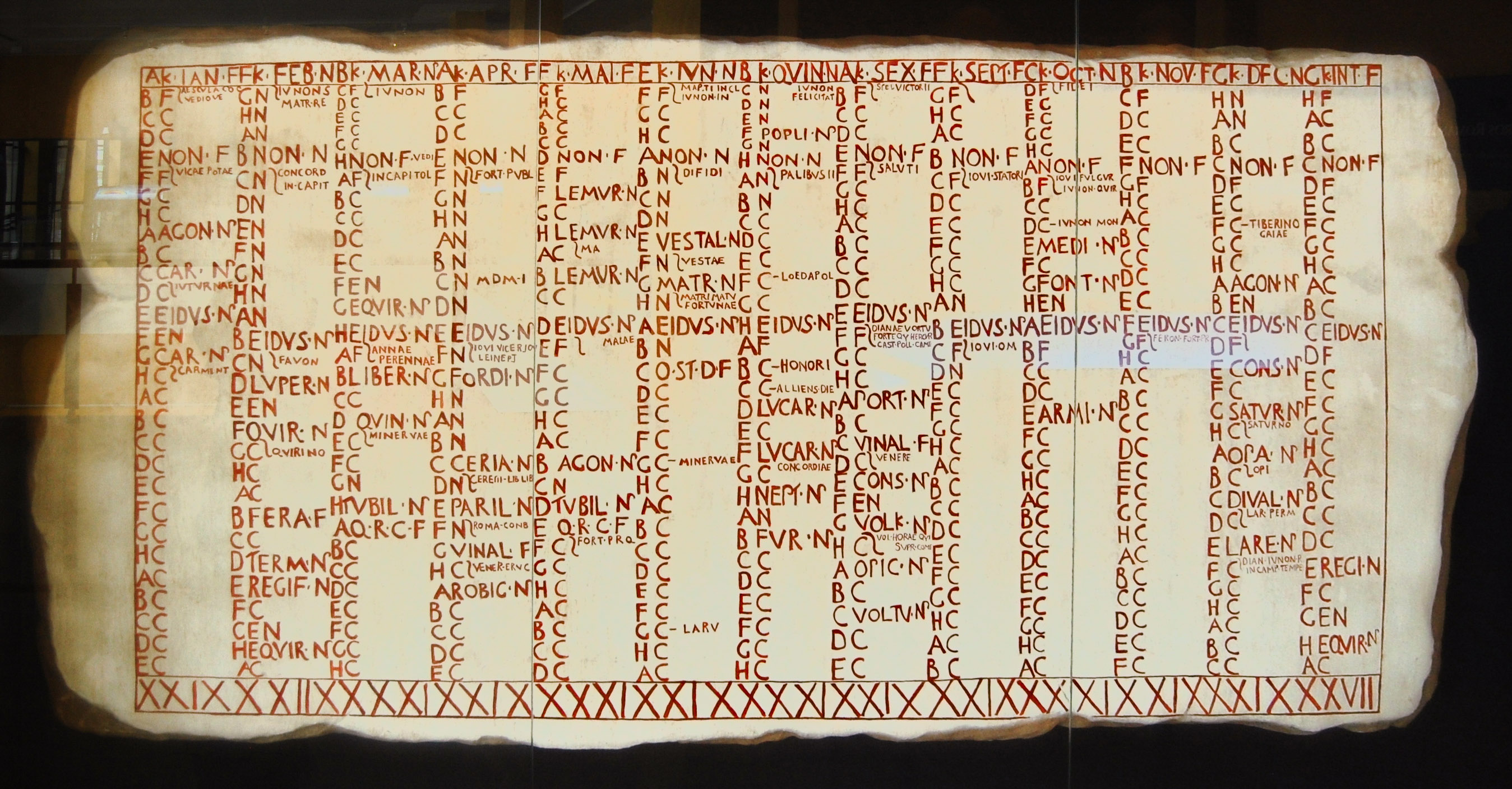
Reproducción del Calendario de Anzio (Fasti Antiates) de 84-55 a. C., expuesto en el Museo del Teatro romano de Caesaragusta. El original está en Roma, en el Museo Nacional de las Termas, y es anterior a la reforma de Julio César

Se llamaban Matralias, Matrales o Fiestas matrales a las fiestas celebradas en la Antigua Roma en honor de Mater Matuta.

## Celebración
Se celebraban el 11 de junio, durante el período más largo de solemnidad dedicado a Vesta, que tenía lugar entre el 9 y el 15 de junio.
Según Plutarco habrían sido instituidas por Camilo, dictador elegido en el 396 a. C., que habría hecho un voto por el que dedicaría un templo a Mater Matuta en caso de obtener la victoria sobre los Faliscos.
Todo el mes de junio en el calendario romano estaba bajo la protección de Juno, de la que se derivaba, según Ovidio, el nombre (Iunius de Iuno)) y algunos días de fiesta que tuvieron lugar con un carácter predominantemente y, a veces, exclusivamente femenino. Probablemente en esta ocasión la Mater Matuta constituía un aspecto de la Bona Dea, pues de hecho, según Festo, "Matuta" se derivaba de "bondad".
Como la ceremonia en sí era muy simple, se podía colegir su origen arcaico y agrícola, consistiendo en una ofrenda de pan tostado en torta (testum) que era colocado en el altar de la diosa por las matronas.

## Costumbres
La ceremonia de las Matralias era estrictamente reservada y restringida a las mujeres libres y esto probablemente explica la tradición narrada por Plutarco que hacían llevar a una de sus esclavas al templo durante la ceremonia, para después golpearla con una vara y echarla, en memoria de los celos que Ino, identificada con Matuta había concebido contra una de sus esclavas. Después de verificado este acto las mujeres elevaban plegarias y tomaban en brazos y acariciaban a los niños de sus hermanas en lugar de los suyos propios, y celebraban varios ritos para recordar lo que Baco hizo sufrir a Ino.
Otra costumbre relacionada con la fiesta, era la de llevar en brazos hasta el templo no a sus hijos, sino a los de sus hermanos, lo que parece difícil de explicar. Ovidio trata de dar una explicación mitológica, a partir del mito griego de Leucotea y Palemón: en su versión, Leucotea, cae al mar llevando en sus brazos a su pequeño sobrino Palemón para salvarlo del padre enloquecido por Juno (de ahí el llevar en brazos a los sobrinos al templo), que fue llevada por las náyades a la costa del Lacio y una vez llegada a tierra, fue rescatada, después de varios contratiempos, por Carmenta, madre de Evandro, que como refrigerio, le ofreció una torta, cuya memoria se perpetuaría en el rito de las Matralias. El sacrificio que hacían consistía en una torta hecha de harina, miel y aceite.
Instalados en el Lacio, Leucotea y Palemón llevarían los nombres de Mater Matuta y Portuno, convirtiéndose en divinidades itálicas.